# Surinam na Letnich Igrzyskach Olimpijskich 1988
Surinam na Letnich Igrzyskach Olimpijskich 1988 reprezentowało sześciu zawodników: 4 mężczyzn i 2 kobiety. Był to 5. start reprezentacji Surinamu na letnich igrzyskach olimpijskich. Anthony Nesty zdobył pierwszy złoty medal dla Surinamu.

## Zdobyte medale
| Medal | Zawodnik      | Dyscyplina | Konkurencja                      | Rezultat |
| ----- | ------------- | ---------- | -------------------------------- | -------- |
| Złoto | Anthony Nesty | Pływanie   | 100 m stylem motylkowym mężczyzn | 53,41 s  |

## Skład kadry

### Judo
Mężczyźni
- Mohamed Madhar - waga ekstralekka - 11. miejsce

### Kolarstwo szosowe
Mężczyźni
- Realdo Jessurun

wyścig ze startu wspólnego - 64. miejsce
wyścig na dochodzenie 4000 m - niesklasyfikowany

### Lekkoatletyka
Mężczyźni
- Tommy Asinga - 800 metrów - odpadł w eliminacjach

Kobiety
- Yvette Bonapart

100 metrów - odpadła w eliminacjach
200 metrów - odpadła w eliminacjach
- Letitia Vriesde

800 metrów - odpadła w półfinałach
1500 metrów - odpadła w eliminacjach

### Pływanie
Mężczyźni
- Anthony Nesty

100 metrów st. motylkowym - 1. miejsce
200 metrów st. motylkowym - 8. miejsce